# Baby, Please Don't Go (canción de AC/DC)
«Baby, Please Don't Go» es el segundo sencillo de la banda australiana de hard rock AC/DC, fue grabado en septiembre de 1974 y publicado en 1975. Baby, Please Don't Go se encuentra en el lado A del sencillo, esta canción fue escrita por Big Bill Broonzy e interpretada por primera vez en 1935 por Big Joe Williams.
Baby, Please Don't Go aparece en la edición australiana del álbum High Voltage y posteriormente en el EP '74 Jailbreak de 1984. En el DVD Family Jewels esta el video de la canción con Bon Scott vestido de mujer cantando en un estudio de televisión en 1975. Scott presentó la canción con AC/DC en varios conciertos hasta su muerte en 1980.

## Lista de canciones
| Lado A |                         |                  |          |  |
| N.º    | Título                  | Escritor(es)     | Duración |  |
| 1.     | «Baby, Please Don't Go» | Big Joe Williams | 4:53     |  |

| Lado B |                       |                   |          |  |
| N.º    | Título                | Escritor(es)      | Duración |  |
| 1.     | «Love Song (Oh Jene)» | Scott/Young/Young | 5:17     |  |

## Personal

### Banda
- Bon Scott - vocalista
- Angus Young - guitarra líder
- Malcolm Young - guitarra rítmica
- Rob Bailey - bajo
- Peter Clack - batería

### Producción
- Harry Vanda - productor
- George Young - productor